# ZNF789
ZNF789 (англ. Zinc finger protein 789) – білок, який кодується однойменним геном, розташованим у людей на 7-й хромосомі. Довжина поліпептидного ланцюга білка становить 425 амінокислот, а молекулярна маса — 49 984.
| 10         |  | 20         |  | 30         |  | 40         |  | 50         |
| ---------- |  | ---------- |  | ---------- |  | ---------- |  | ---------- |
| MFPPARGKEL |  | LSFEDVAMYF |  | TREEWGHLNW |  | GQKDLYRDVM |  | LENYRNMVLL |
| GFQFPKPEMI |  | CQLENWDEQW |  | ILDLPRTGNR |  | KASGSACPGS |  | EARHKMKKLT |
| PKQKFSEDLE |  | SYKISVVMQE |  | SAEKLSEKLH |  | KCKEFVDSCR |  | LTFPTSGDEY |
| SRGFLQNLNL |  | IQDQNAQTRW |  | KQGRYDEDGK |  | PFNQRSLLLG |  | HERILTRAKS |
| YECSECGKVI |  | RRKAWFDQHQ |  | RIHFLENPFE |  | CKVCGQAFRQ |  | RSALTVHKQC |
| HLQNKPYRCH |  | DCGKCFRQLA |  | YLVEHKRIHT |  | KEKPYKCSKC |  | EKTFSQNSTL |
| IRHQVIHSGE |  | KRHKCLECGK |  | AFGRHSTLLC |  | HQQIHSKPNT |  | HKCSECGQSF |
| GRNVDLIQHQ |  | RIHTKEEFFQ |  | CGECGKTFSF |  | KRNLFRHQVI |  | HTGSQPYQCV |
| ICGKSFKWHT |  | SFIKHQGTHK |  | GQIST      |  |            |  |            |

A: Аланін

C: Цистеїн

D: Аспарагінова кислота

E: Глутамінова кислота

F: Фенілаланін

G: Гліцин

H: Гістидин

I: Ізолейцин

K: Лізин

L: Лейцин

M: Метіонін

N: Аспарагін

P: Пролін

Q: Глутамін

R: Аргінін

S: Серин

T: Треонін

V: Валін

W: Триптофан

Задіяний у таких біологічних процесах, як транскрипція, регуляція транскрипції, альтернативний сплайсинг. 
Білок має сайт для зв'язування з іонами металів, іоном цинку, ДНК. 
Локалізований у ядрі.